# Lucknow
För andra betydelser, se Lucknow (olika betydelser).
Lucknow är en storstad i norra Indien och är huvudstad för Uttar Pradesh, landets folkrikaste delstat. Staden är även administrativ huvudort för distriktet Lucknow. Lucknow är belägen vid floden Gomati och hade 2 817 105 invånare vid folkräkningen 2011. Storstadsområdet, inklusive Lucknows garnisonsstad och ett par andra mindre förorter, hade vid samma tidpunkt 2 902 920 invånare.
Staden är ett kulturellt centrum och har stora industrier i livsmedelsbranschen. 1775-1856 var Lucknow huvudstad i kungariket Awadh, sedan från 1877 huvudstad i Förenade provinserna Agra och Oudh. The Lucknow Pact var en känd milsten i den moderna indiska självständighetsrörelsen.
Bland stadens mer betydande byggnader märks Imambara, moskén av vit marmor som uppfördes 1780–1784, och palatsen Chyattar Manzil och Moti Mahal. Under Sepoyupproret försvarades fästet i Lucknow från juli 1857 av den lilla brittiska garnisonen, som i november samma år undsattes av Colin Campbell, vilken därefter drog sig tillbaka. Först i mars 1858 återtogs Lucknow av brittiska trupper.
1920 grundades Lucknows universitet.